# Водич за родитеље
Водич за родитеље је получасовни телевизијски и веб видео програм намењеном родитељима (рачунају се и будући родитељи) и свима онима који се на разне начине баве васпитањем, образовањем деце и бригом о њима.

## ТВ серијал
Програм се емитује више од 10 година на ТВ Б92. У тих пола сата програма стане 4 или 5 репортажа - педијатријско / психолошко / медицинске теме и савети, представљају се нови простори за васпитање и образовање деце, нови програми пре свега, све позоришне представе дечјих позоришта, догађаји, феномени, интересантне животне приче, нова издања књига намењених деци и родитељству, мутимедијална издања, програми за децу са посебним потребама... До сада емитовано више од 500 емисија, a у свакој од њих најмање 4 репортаже. Учествовао је велики број личности у многобројним амбијенатима, програмима, и причама. ТВ серијал Водич за родитеље је поред осталог и сведочанство о фантастичном напору одређеног броја људи у Србији да покрену, ојачају, развијају и остварују програме и теме које се тичу родитељства, васпитања и образовања деце.

## Публикације
Редовни огласник/информатор који излази 6 пута годишње. Већ је стигао до 160 густих страница. Сви могући вртићи, јаслице, предшколске установе, школице страних језика, уметнички и спортски курсеви, играонице, рођендаонице, аниматори обухваћени. Штампани Водич је београдско издање. Има и оглашивача и програма који се тичу целе Србије - издавачи, трговина. Публикација излази више од 5 година, недавно је изашао број 34, дец/јан 2010/11. Ту је и годишњи Каталог. До сада је изашло пет таквих и то је публикација мало већег формата.

## Пројекти

#### Водич за родитеље беба
Од априла месеца 2008. у београдској општини Савски венац (највећој матичној општини у Србији, вероватно и на Балкану, a и за европске прилике је несвакидашња) траје реализација пројекта Беби на дар. Поента је да сваки родитељ који дође да пријави новорођено дете у матичну службу ове општине добије НА ДАР једну публикацију и једно DVD издање. И једно и друго су стручне публикације популарно конципиране, у којима се може наћи низ савета и препорука шта са дететом када из породилишта дође својој кући.

#### Кувар за бебе
Израђен је DVD и публикација Кувар за бебе. На забаван и пријемчив начин је обрађен (кува, распитује се и напредује у сазнањима један тата - глумац) велики број кључних и озбиљних тема и препорука везаних за исхрану беба од 6 месеци до годину и по дана (од тренутка када се уводи немлечна дохрана).

#### Лако до првог корака
Изванредан и користан већ стандардан комплет (књига и ДВД) о психомоторном развоју беба од рођења до навршене прве године живота, кроз који вас води др Данијела Вукићевић, специјалиста физијатрије.